# Maestro (Kaizers Orchestra-album)
Maestro er Kaizers Orchestras tredje album, og udkom i 2005. Dette er deres indtil nu mest roste album.

## Spor
1. KBG
2. Maestro
3. Knekker Deg Til Sist
4. Señor Flamingos Adieu
5. Blitzregn Baby
6. Dieter Meyers Inst.
7. Christiania
8. Delikatessen
9. Jævel Av En Tango
10. Papa Har Lov
11. Auksjon (I Dieter Meyers Hall)
12. På Ditt Skift

Der medføler musikvideo til andet og tredje nummer.
Ekstra:
- Desktop Player Software

Blev også udgivet i en "Limited Edition" med tre ekstra numre og to musikvideoer.
Der blev desuden udgivet en bonus CD indeholdende yderligere tre numre:
1. Action (Joachim Nielsen)
2. Kalifornia
3. Tokyo Ice Til Clementine